# Bodegón con fantasmas
Bodegón con fantasmas és una pel·lícula de comèdia de conjunt hispano-sèrbia del 2024 escrita i dirigida per Enrique Buleo.

## Argument
Estructurada en cinc episodis, la trama segueix els contratemps de gent del poble i fantasmes en un poble de La Manxa.

## Reparatiment
- Consuelo Trujillo[3]
- Fernando Sansegundo[3]
- Enric Benavent[3]
- Gloria Martínez[3]
- Eduardo Antuña[3]
- Patty Bonet[3]
- Cristina García[3]
- Pilar Matas[3]
- Bianca Kovacs[3]
- Nuria Mencía[3]
- Jordi Aguilar[3]
- Pepe Carabias[3]

## Producció
Una coproducció hispano-serbia, la pel·lícula va ser produïda per Quatre Films juntament amb Cuidado con el perro, Sideral, i This and That. Les localitzacions de rodatge a la província de Conca incloïen Villanueva de la Jara, El Picazo, Casasimarro, Iniesta i Almodóvar del Pinar. El rodatge també es va dur a terme a Castelló i València.

## Llançament
Sideral va adquirir els drets de distribució espanyols de la pel·lícula abans de l'estrena de la pel·lícula. La pel·lícula es va estrenar al LVII Festival Internacional de Cinema Fantàstic de Catalunya el 7 d'octubre de 2024 El seu recorregut per festivals també va incloure seleccions per a les projeccions al 26è Festival de Cinema Independent d'Abycine Albacete, al Festival Internacional de Cinema de Gijón i al Festival Internacional de Cinema de Varsòvia. Serà estrenada a sales d'Espanya el 24 de gener de 2025.

## Recepció
Júlia Olmo de Cineuropa considera que Bodegón con fantasmas és "una pel·lícula plena d'humor, una pel·lícula irregular, de vegades atrevida i captivadora, i d'altres massa manida".

## Reconeixements
| Any  | Premi                | Categoria                    | Nominat                                      | Resultat | Ref    |
| ---- | -------------------- | ---------------------------- | -------------------------------------------- | -------- | ------ |
| 2025 | XII Premis Feroz     | Millor pel·lícula de comèdia | Millor pel·lícula de comèdia                 | Pendent  | [ 9 ]  |
| 2025 | 7ns Premis Lola Gaos | Millor pel·lícula            | Millor pel·lícula                            | Pendent  | [ 10 ] |
| 2025 | 7ns Premis Lola Gaos | Millor guió                  | Enrique Buleo                                | Pendent  | [ 10 ] |
| 2025 | 7ns Premis Lola Gaos | Millor actriu                | Pilar Matas                                  | Pendent  | [ 10 ] |
| 2025 | 7ns Premis Lola Gaos | Millor direcció artística    | Lucía de Lope                                | Pendent  | [ 10 ] |
| 2025 | 7ns Premis Lola Gaos | Millor so                    | José Manuel Sospedra, Martin Touron          | Pendent  | [ 10 ] |
| 2025 | 7ns Premis Lola Gaos | Millor cançó original        | "Te Jubesk Din Injima Mja" per Dejan Pejovic | Pendent  | [ 10 ] |